# Underground (FME-Album)
Underground ist ein Musikalbum des Free Music Ensemble (FME) um Ken Vandermark. Die am 16. und 17. Dezember 2003 im  Semaphore Recording Studio in  Chicago entstandenen Aufnahmen erschienen 2004 auf Okka Disk.

## Hintergrund
Der Holzbläser Ken Vandermark leitete neben seinen unzähligen Ensembles, mit denen er zusammengearbeitet oder diese selbst organisiert hat, auch zwei verschiedene Trioprojekte, die Tripleplay-Gruppe mit den Bostoner Musikern Nate McBride und dem Schlagzeuger Curt Newton sowie FME, sein Trio mit dem Bassisten McBride und dem Schlagzeuger Paal Nilssen-Love. Das erste Album des Trios war eine Live-CD, Live at the Glenn Miller Café, erschienen in limitierter Auflage auf Okka Disk. Dem folgte Underground als erste Studioaufnahme des Trios. Was Vandermarks übliche Widmungen der einzelnen Stücke betrifft, wurden vier Künstler ausgewählt, die Vandermarks Werk beeinflusst haben und offensichtlich auch weiterhin beeinflussen: Joe McPhee, Paul Lytton, Joe Morris und Peter Brötzmann.

## Titelliste
- FME – Underground (Okka Disk OD12051)[2]

1. Part 1 (for Joe McPhee) 22:17
2. Part 2 (for Paul Lytton) 17:37
3. Part 3 (for Joe Morris) 12:28
4. Part 4 (for Peter Brötzmann) 19:00

Die Kompositionen stammen von Ken Vandermark.

## Rezeption
Trotz der Studio-Atmosphäre schafft es diese Aufnahme, die rohe Essenz der Gruppe einzufangen, schrieb Jay Collins (One Final Note). Angesichts dieser herausragenden Leistungen würden die Ergebnisse Aspekte der Widmungsträger aufnehmen und sowohl kraftvolles als auch lockeres Terrain präsentieren, das manchmal zu wandern scheint, aber dennoch einige der stärksten Spielzüge jedes Teilnehmers hervorbringe. Zwar müsse man konstatieren, dass diese CD nicht als „Essential Vandermark“ angesehen werden kann, sie biete jedoch einen Einblick in ein Werk, das die Reichhaltigkeit von Vandermarks Kunst hervorhebe. Darüber hinaus würde sie einen weiteren Beweis für die Stärke von Vandermarks Mitmusikern liefern, insbesondere von Nate McBride, der leider weiterhin häufig übersehen werde.